# Trimorphodon tau
Trimorphodon tau är en ormart som beskrevs av Cope 1870. Trimorphodon tau ingår i släktet Trimorphodon och familjen snokar.
Denna orm förekommer i västra och centrala Mexiko. Den vistas i bergstrakternas låga och höga delar mellan 100 och 2600 meter över havet. Individerna lever i klippiga områden med lite växtlighet. De besöker även odlingsmark. Honor lägger ägg.
För beståndet är inga hot kända. IUCN kategoriserar arten globalt som livskraftig.

## Underarter
Arten delas in i följande underarter:
- T. t. latifascia
- T. t. tau